# 磷化镁
磷化镁是镁的磷化物，化学式 Mg
3P
2，有磷化氢味。

## 制备
磷化镁可以由液态磷和镁在惰性气氛下反应而成。
{\displaystyle {\ce {6Mg + P4 -> 2Mg3P2}}}

## 性质
磷化镁可以和很多物质，像是卤素、氧化剂、酸和水反应。 它和湿气反应，形成有毒的磷化氢：
{\displaystyle {\ce {Mg3P2 + 6H2O -> 2PH3 + 3Mg(OH)2}}}
磷化镁是立方晶系的，空间群 Ia3 (No. 206)， 晶格参数 a = 12.01 Å。